# Aponychus grandidieri
Aponychus grandidieri är en spindeldjursart som först beskrevs av Gutierrez 1966.  Aponychus grandidieri ingår i släktet Aponychus och familjen Tetranychidae. Inga underarter finns listade i Catalogue of Life.